# Proximat Voyager
Proximat Voyager era un shell de Internet Explorer para las versiones de 32 bits de Microsoft Windows.

## Características
Este navegador web no posee su propio motor de renderizado sino que reutiliza a Trident, motor de renderizado de Internet Explorer. Con respecto a esto último, el programa dice requerir una versión de Internet Explorer igual o superior a la 5.5.
Proximat Voyager implementa navegación por pestañas pero con una limitación: la cantidad de pestañas disponibles se mantiene siempre en 30, no existiendo opción para cerrar las que no se utilizan. Esto provoca que algunas pestañas queden ocultas, más allá del límite derecho de la ventana principal.
Aunque Proximat Voyager no incluye opciones para restaurar una sesión de navegación anterior, sí permite crear un listado de páginas web activas —o también agregar nuevas. El usuario debe realizar el proceso manual de solicitar que se cree este listado y también de activarlo cuando lo necesita. Esta función es equivalente a CaptorGroups en el navegador web Netcaptor.
Incluye además la opción de bloquear popups.

## Proximat VoyagerPlus
InnovSoft Consulting también comercializaba el navegador web Proximat VoyagerPlus. Este navegador es el mismo Proximat Voyager con unas pocas características adicionales. La principal diferencia es poder abrir y editar archivos de Microsoft Office dentro de las pestañas del programa.

## Licencia
Una versión de demostración de este programa se distribuye de manera gratuita con un límite de 20 usos. La licencia de software para estos programas es de U$S29.95 para Proximat Voyager y U$S69.95 para Proximat VoyagerPlus.